# Валтер Гімараес
Валтер де Брітто Гімараес або Валдир (порт. Wálter de Britto Guimarães "Waldyr", 21 березня 1912 — 21 лютого 1979) — бразильський футболіст, що грав на позиції півзахисника за клуби «Ботафогу» та «Фламенго».
Дворазовий переможець Ліги Каріока. 

## Клубна кар'єра
У футболі дебютував 1931 року виступами за команду «Ботафогу», в якій провів три сезони. 
1934 року перейшов до клубу «Фламенго», за який відіграв 1 сезон. Завершив професійну кар'єру футболіста у 1935 році.

## Виступи за збірну
Був присутній в заявці збірної на чемпіонаті світу 1934 року в Італії, але на поле не виходив.
Помер 21 лютого 1979 року на 67-му році життя.

## Титули і досягнення
- Переможець Ліги Каріока (2):

«Ботафогу»: 1933, 1934